# Chapelle Notre-Dame de l'île Callot
La chapelle Notre-Dame de l'île Callot est un édifice situé à Carantec, en France.

## Localisation
La chapelle est située sur le territoire de la commune de Carantec, au lieu-dit Île Callot, dans le département du Finistère, en région Bretagne.

## Description
Le clocher de la chapelle se compose d'une tour à parements unis avec un campanile accessible par un escalier circulaire et dont la balustrade d'appui est portée en encorbellement, formant en quelque sorte le départ de ce campanile à jour dont les piliers parallèles constituent le beffroi des cloches.

## Historique
La chapelle est inscrite partiellement (clocher) au titre des monuments historiques par arrêté du 27 mars 1914.

## Galerie

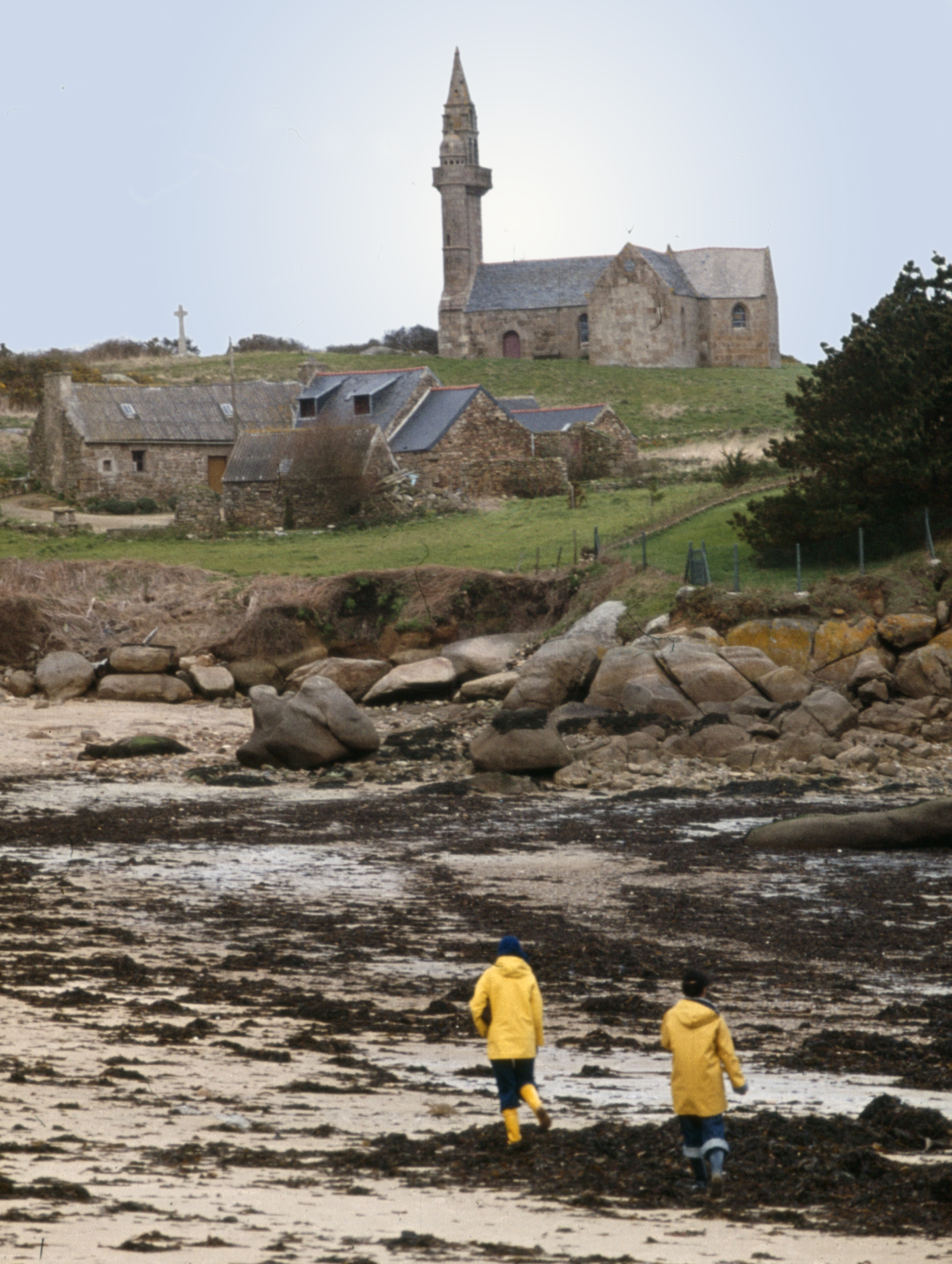
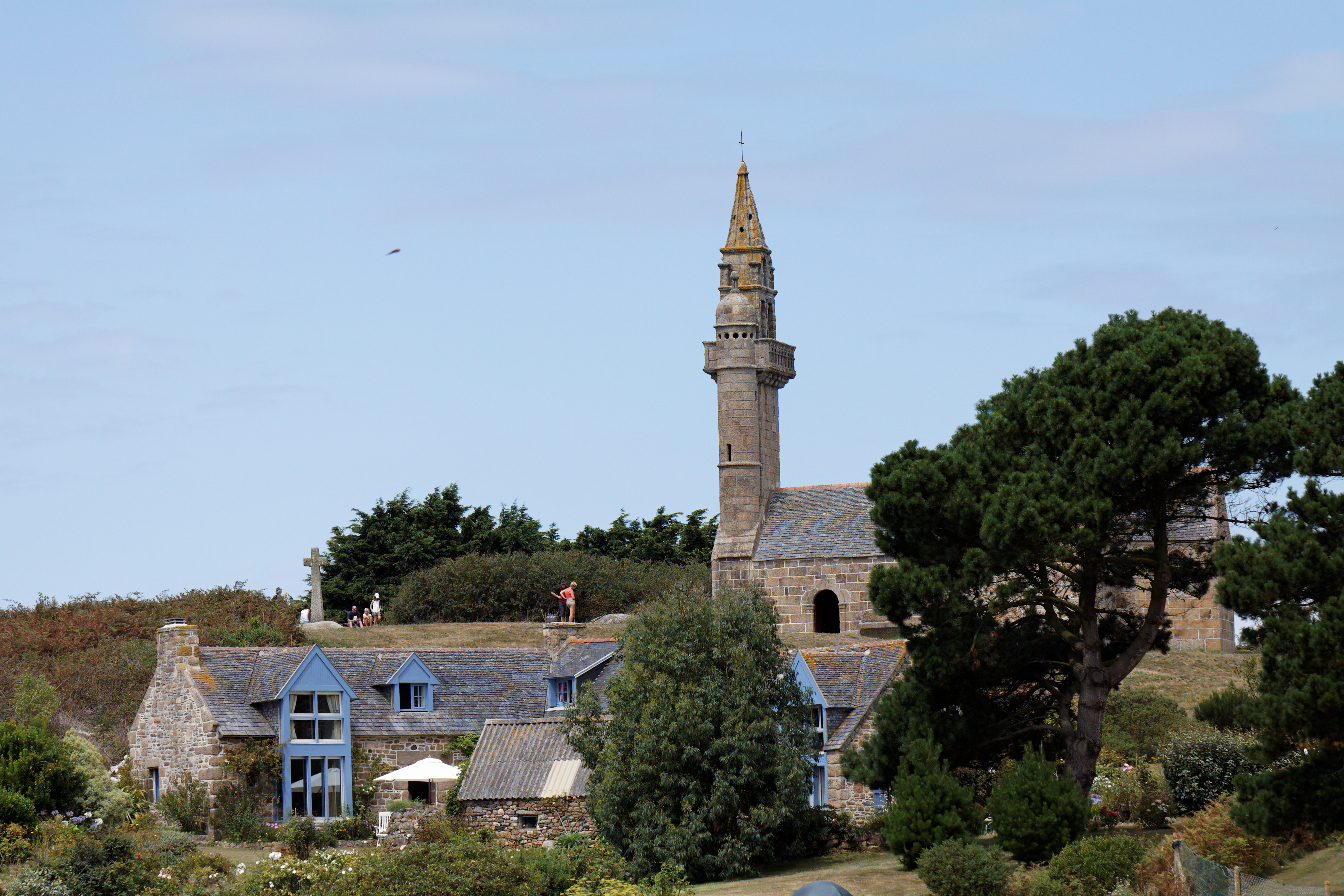
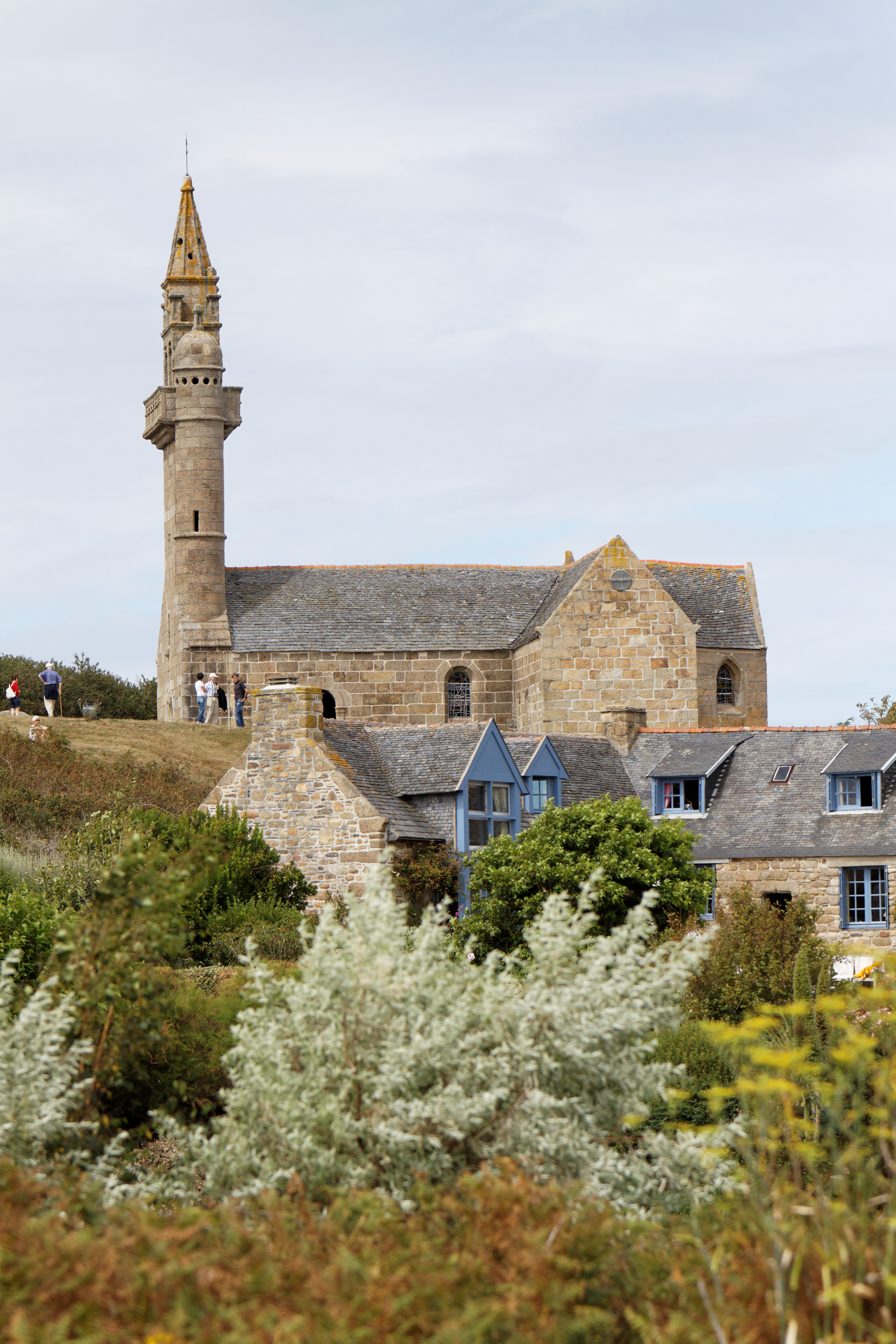
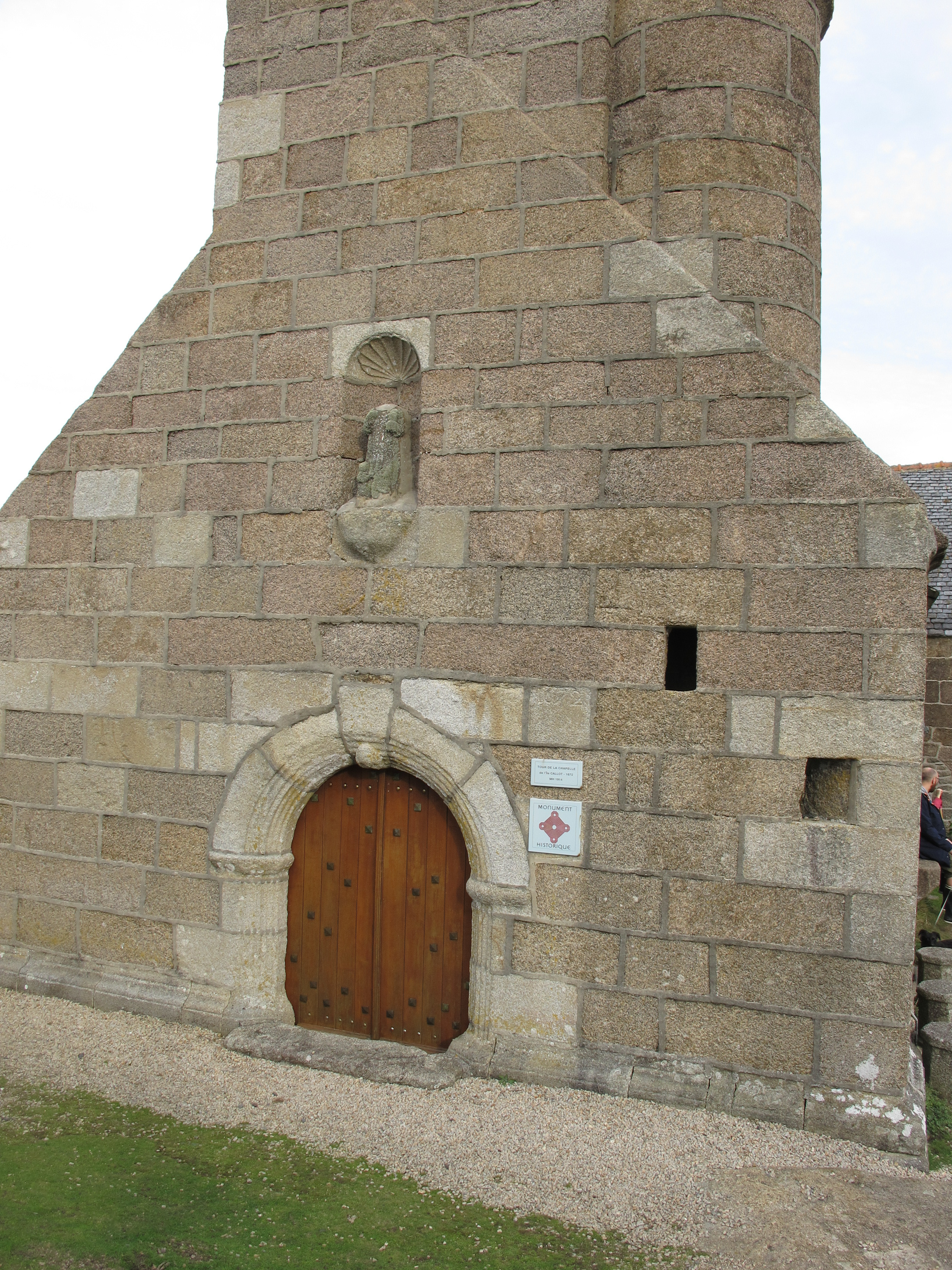
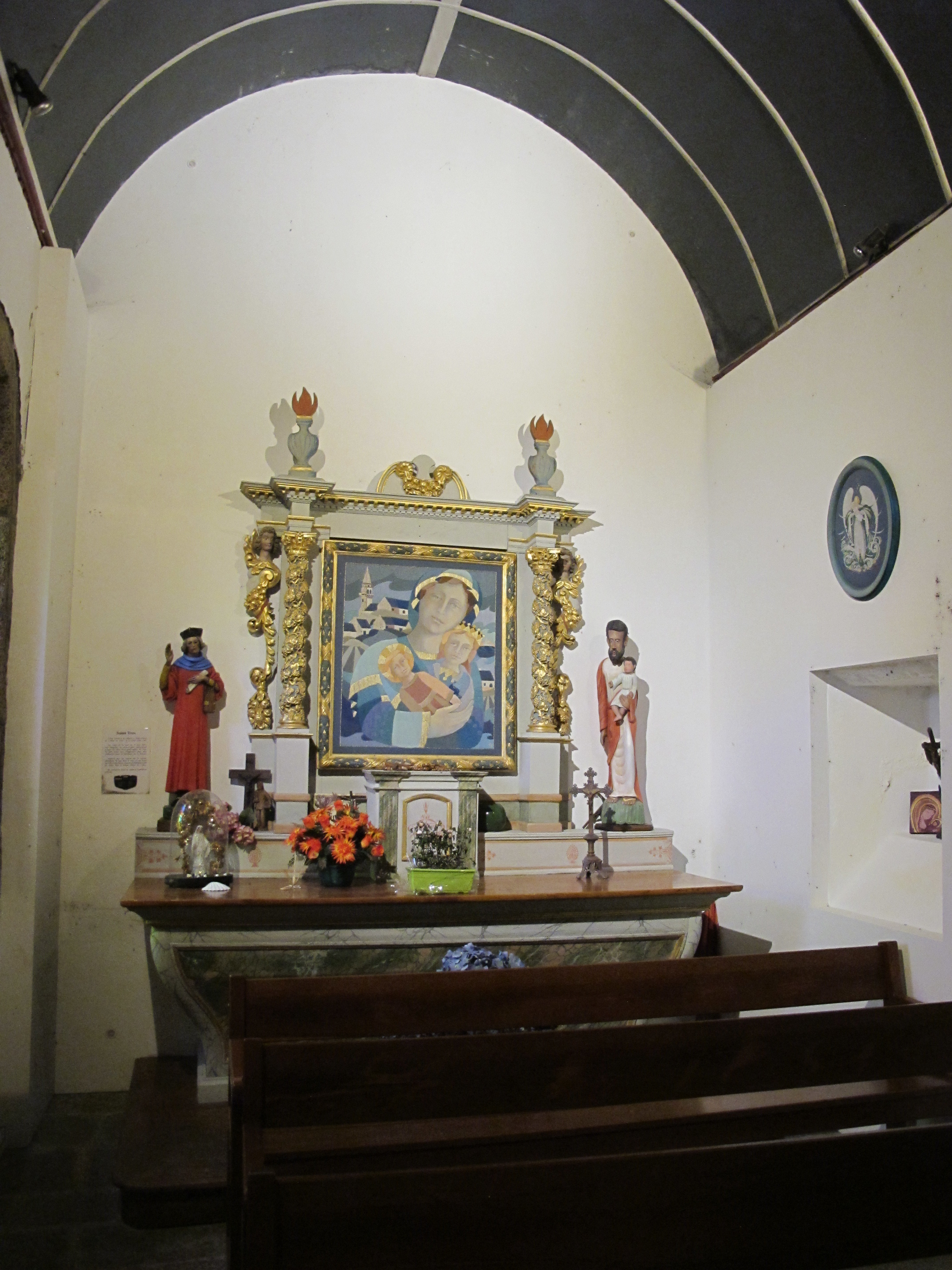
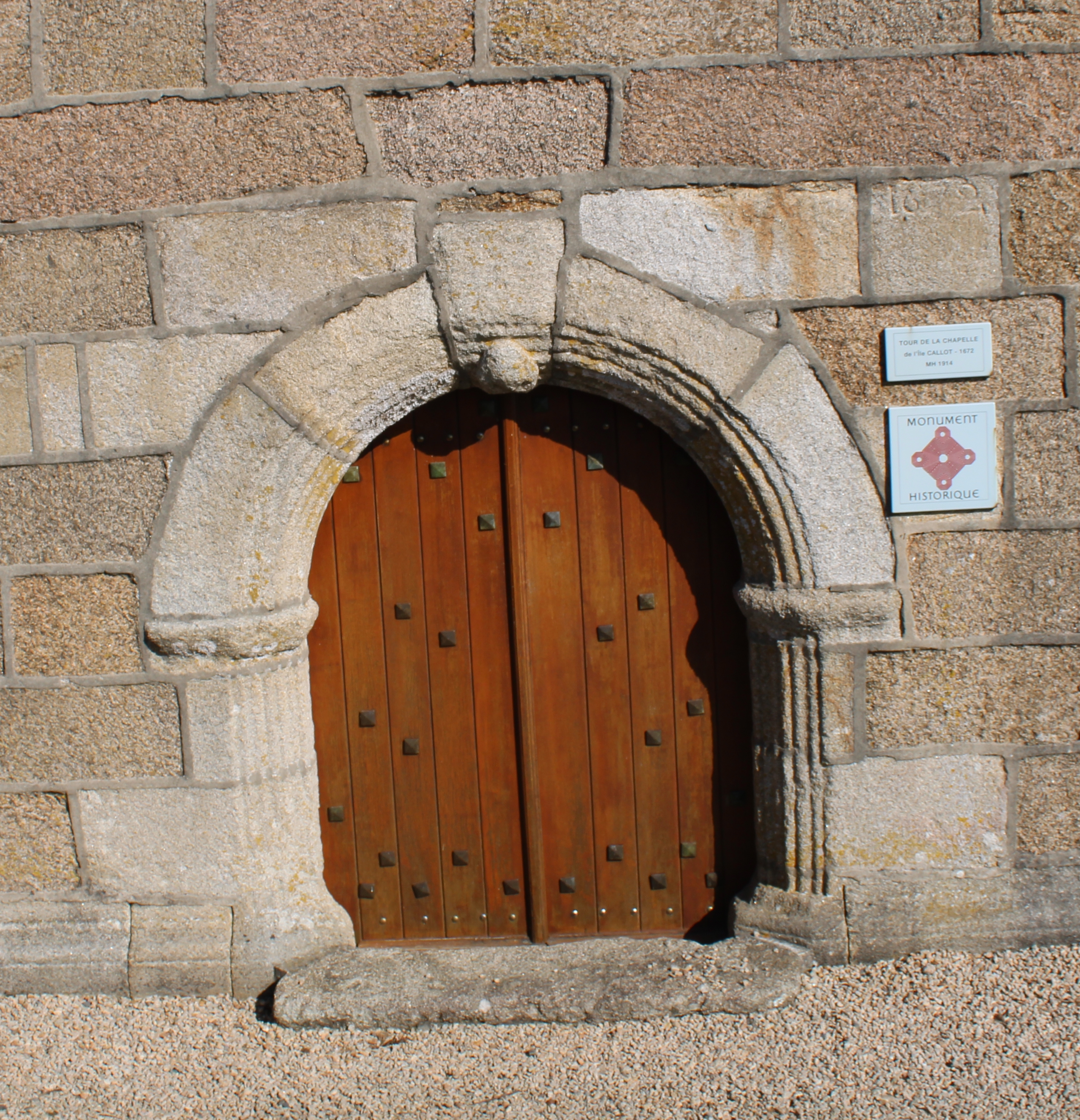
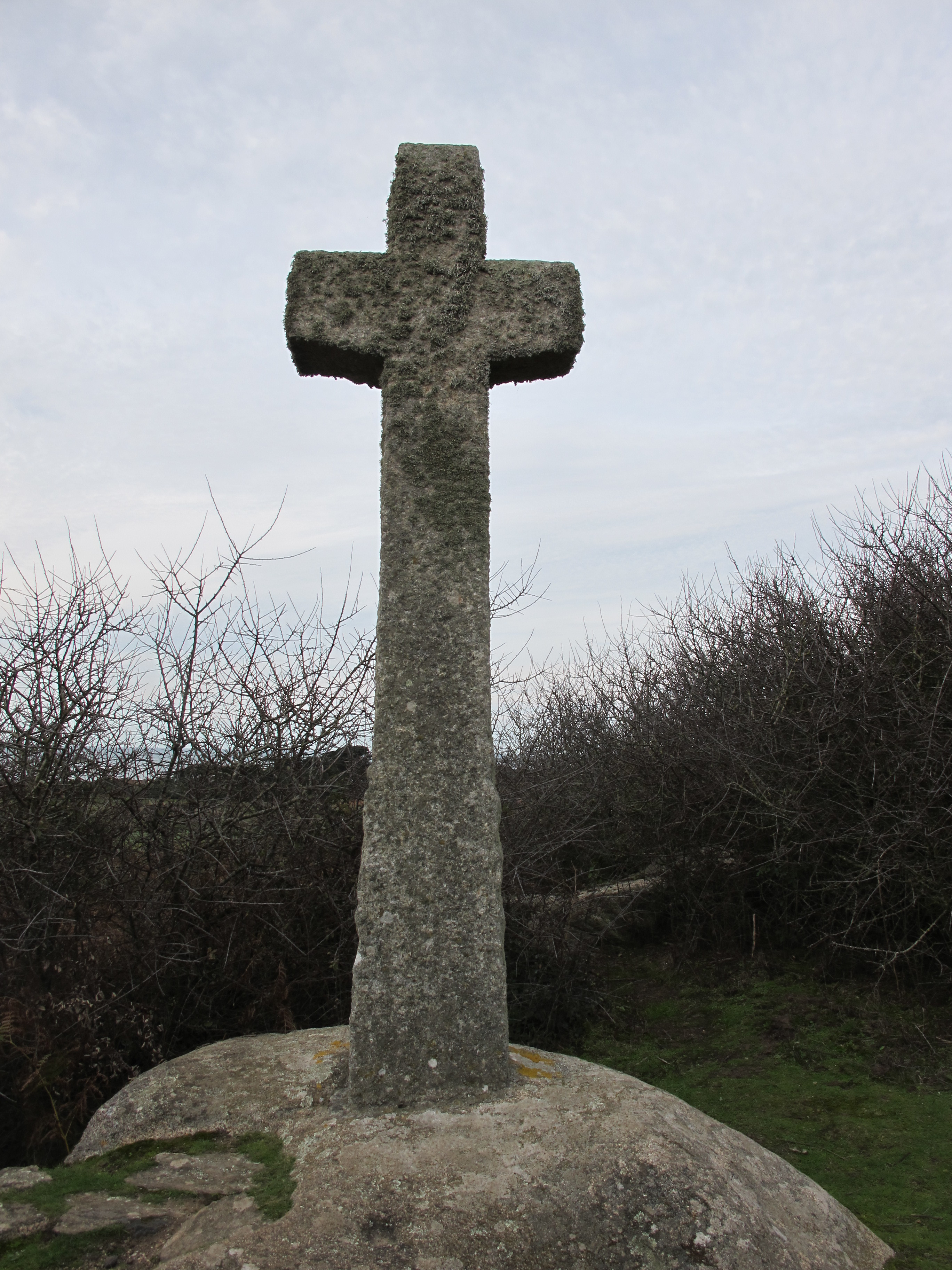
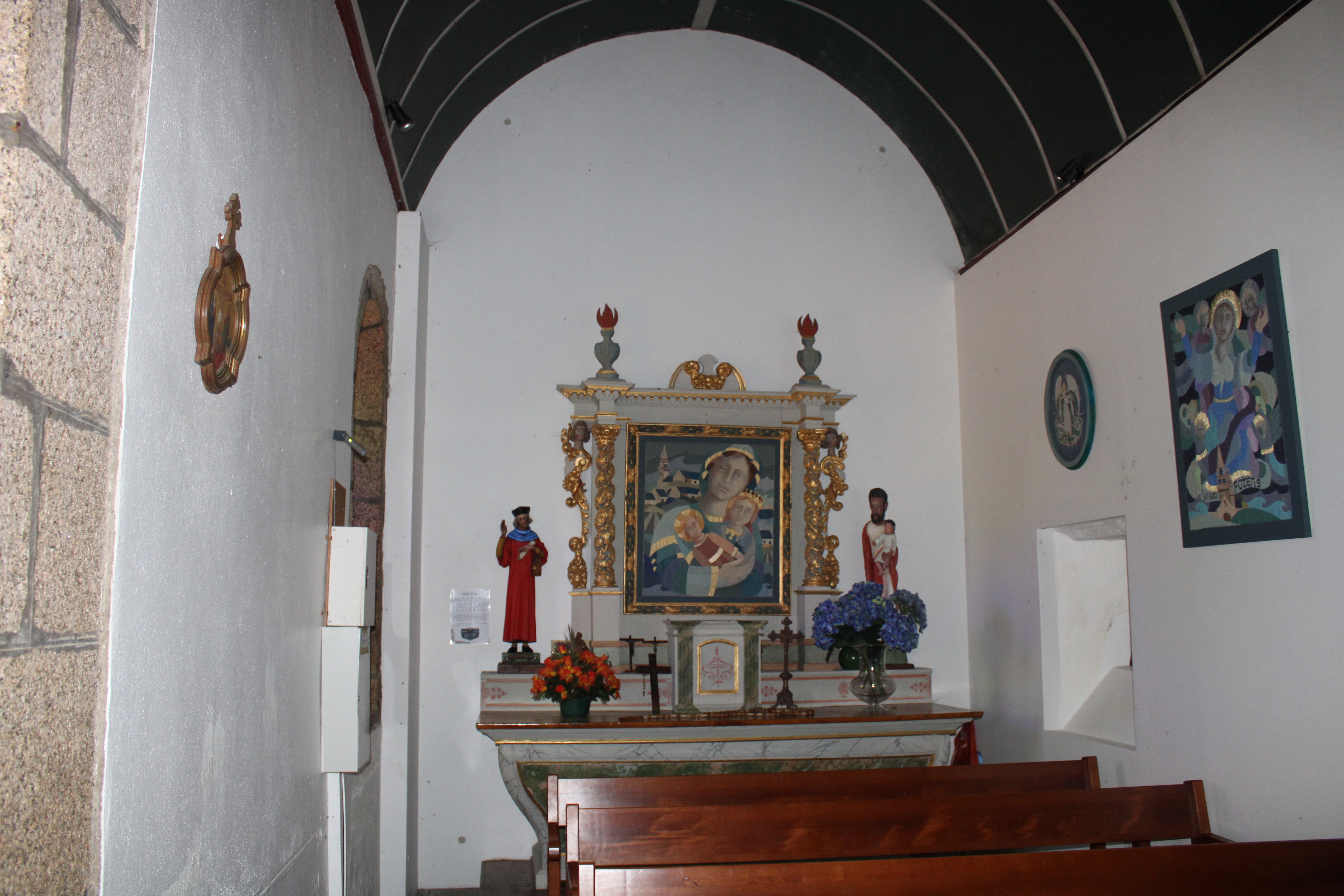
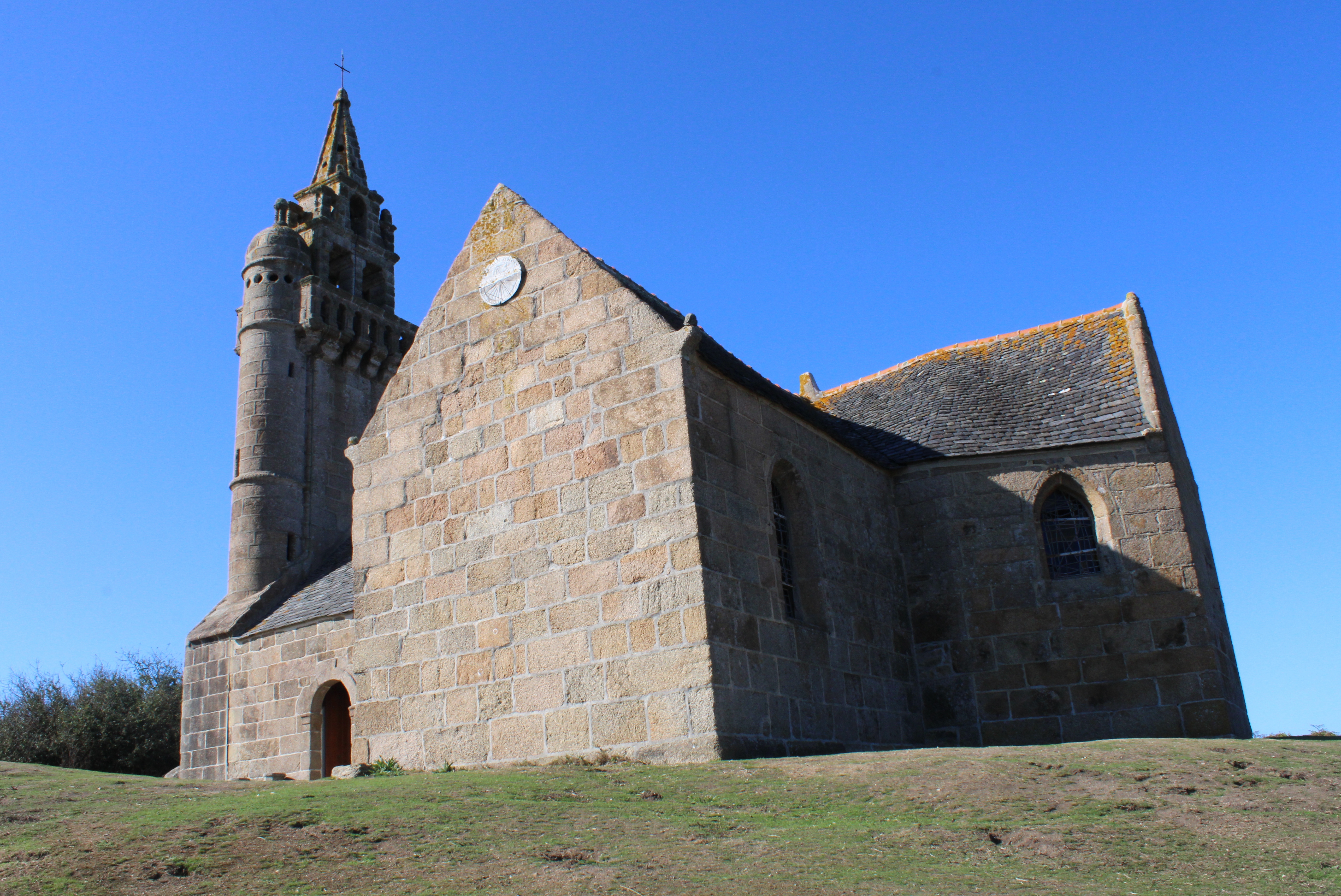
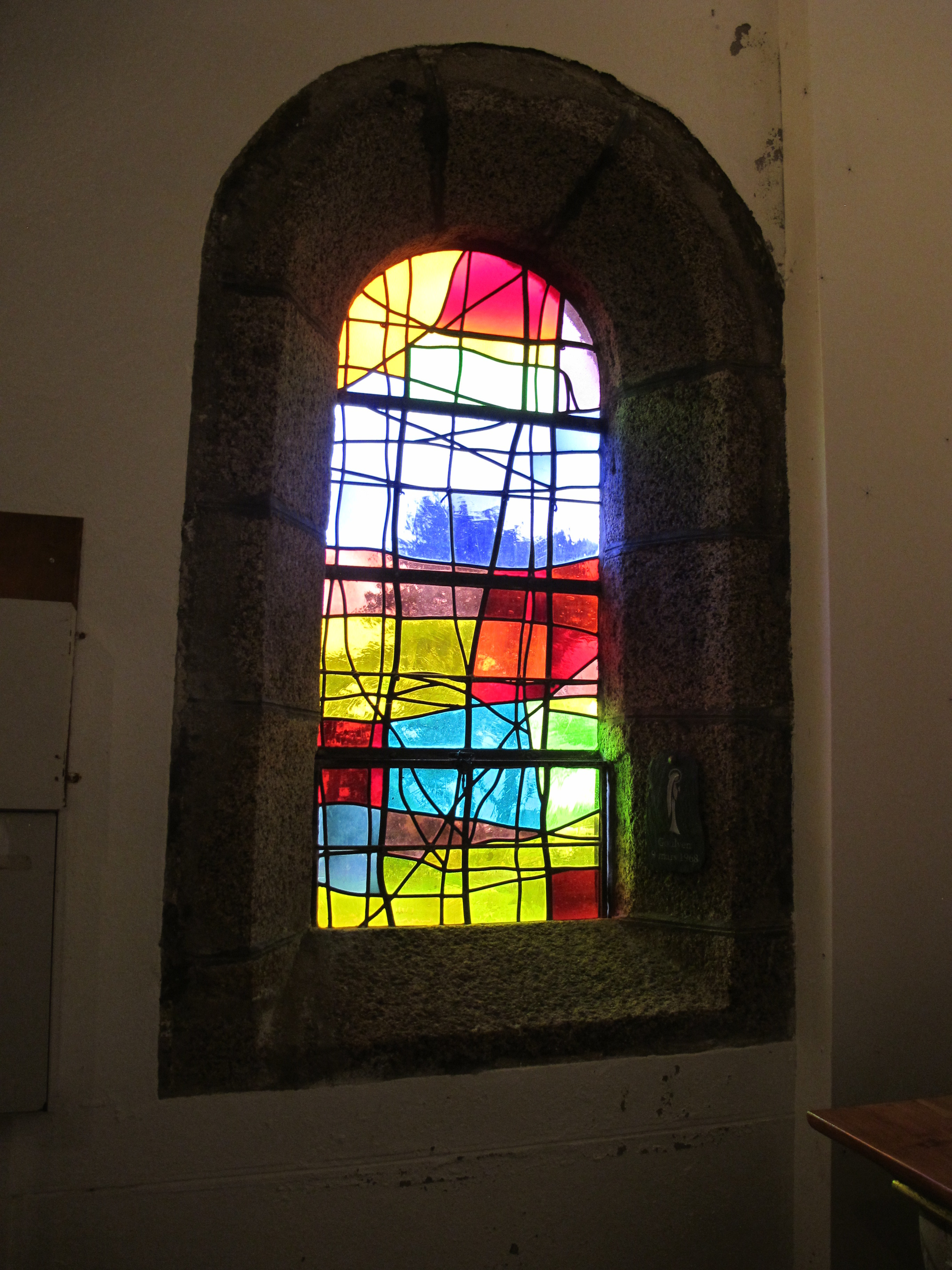
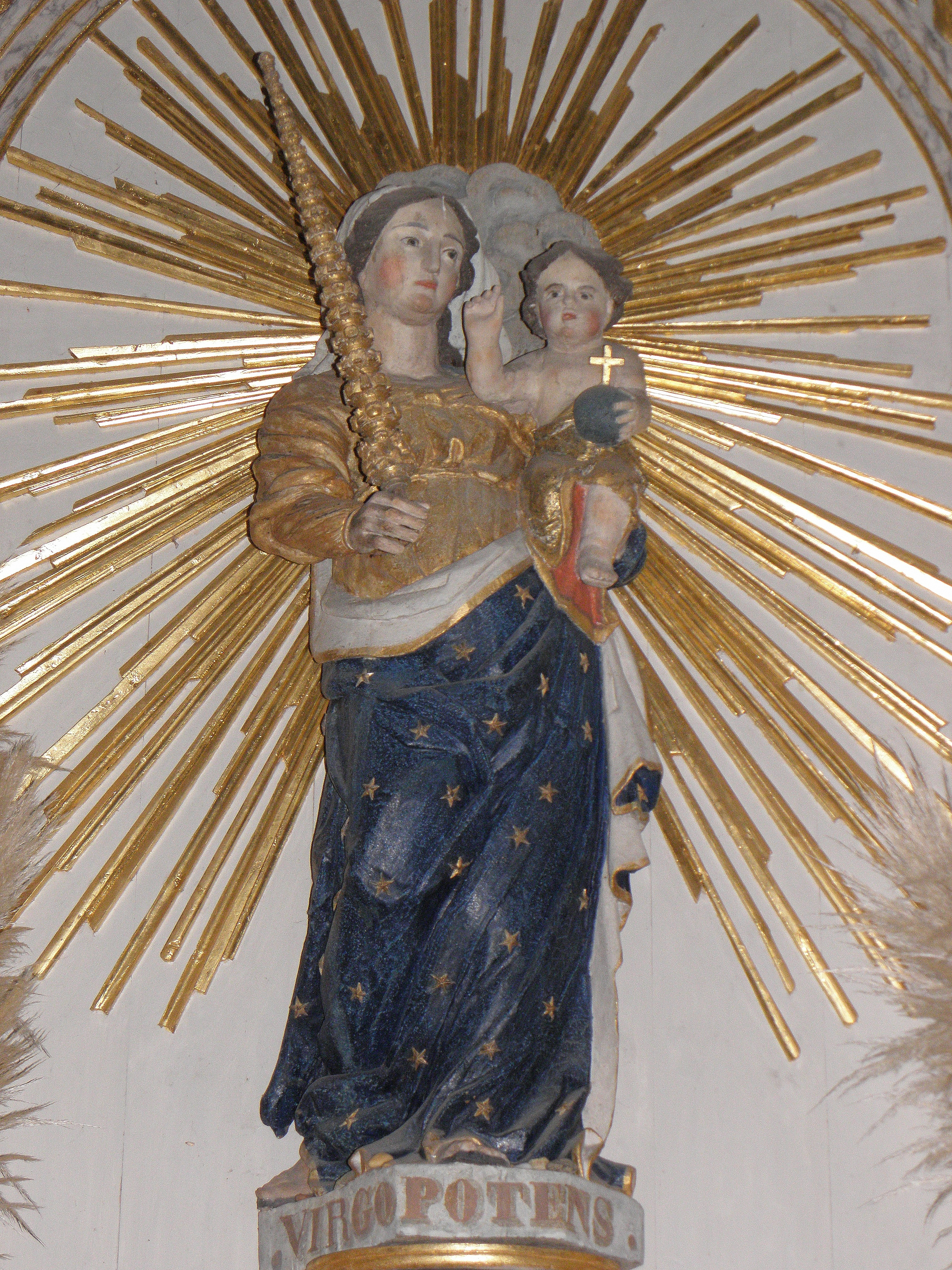
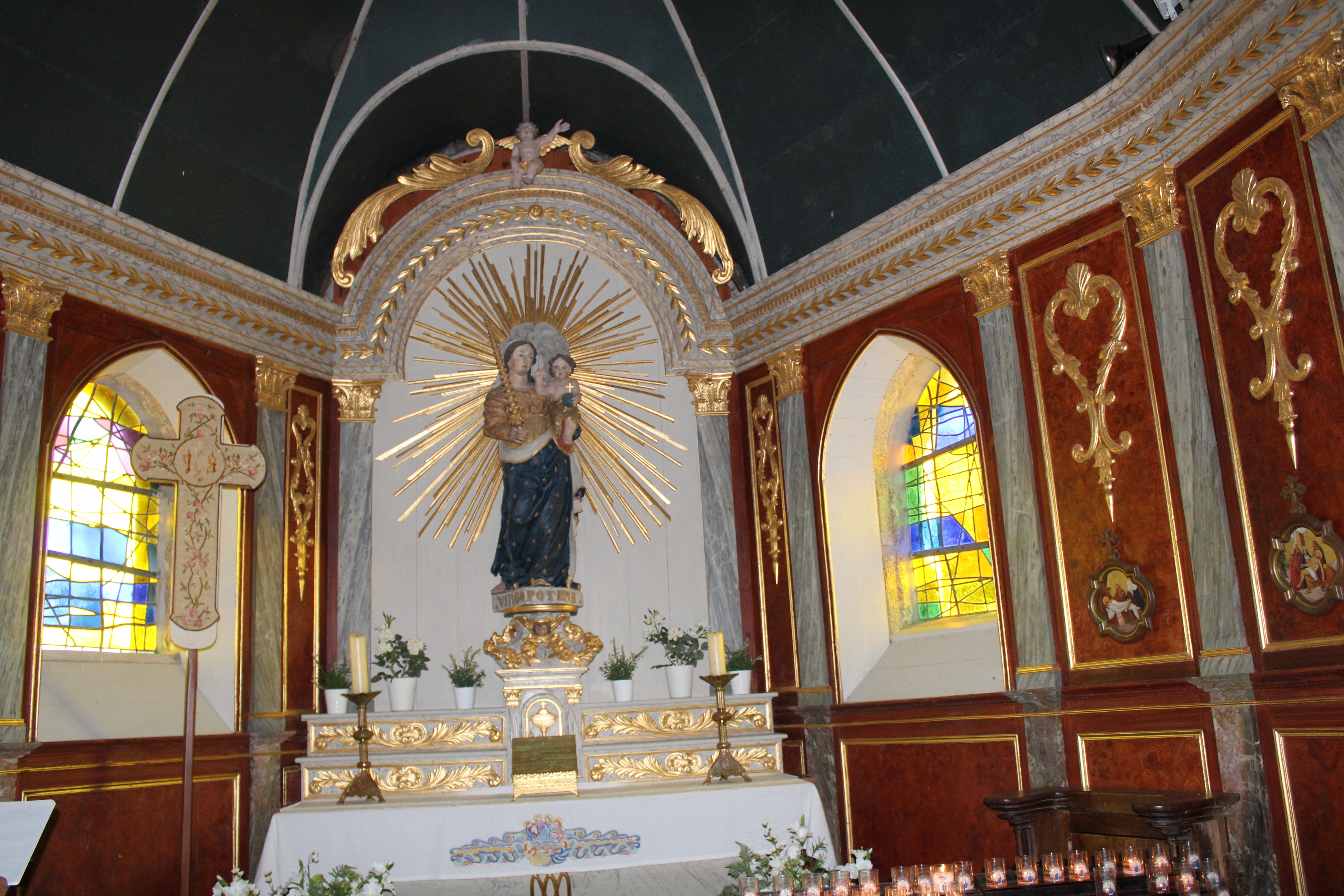